# Віллем Фредерік Нассау-Дицький
Віллем Фредерік Нассау-Дицький (нід. Willem Frederik van Nassau-Dietz; (7 серпня 1613 — 31 жовтня 1664) — граф Нассау-Дітца (1640—1654), князь Нассау-Дітца (1654—1664), штатгальтер Фрісландії (1640—1664), штатгальтер Ґронінґена і Дренте (1650—1664), великий командор Тевтонського ордену (1641—1664).
Син графа Ернста Казимира І Нассау-Дицького та Софії Ядвіґи з Брауншвейг-Люнебургу. Прямий предок сучасної королівської династії Нідерландів — дому Оранських-Нассау.

## Родина
2 травня 1652 року в Клеве Віллем Фредерік, якому на той час виповнилося 38 років, обвінчався з 18-річною Альбертіною Агнесою, донькою принца Оранського Фредеріка Гендріка. Агнеса була двоюрідною сестрою Віллема Фредеріка. Альбертіна Агнеса до свого нареченого не мала симпатії, уникала його, намагалася не спілкуватись.
Подружжя мало резиденції в Гаазі та Леувардені. Їх життя було роздільним, Альбертіна Агнеса також мала окремий двір штатом у 22 особи.
1654 року Віллем Фредерік отримав від імператора титул князя Священної Римської імперії.
У подружжя було троє дітей:
- Амалія (1655—1695) — дружина кронпринца Саксен-Ейзенаху Йогана Вільгельма ІІІ, мала сина та доньку;
- Генрих Казимир ІІ (1657—1696) — князь Нассау-Дицький та штатгальтер Фрісландії, Ґронінґена та Дренте у 1664—1696 роках, був одружений із принцесою Ангальт-Дессау Генрієтою Амалією, мав дев'ятеро дітей;
- Вільгельміна Софія (1664—1667) — прожила 3 роки.

31 жовтня 1664 року Віллем Фрідріх Нассау-Дицький загинув, за офіційною версією, внаслідок нещасного випадку. Під час чищення пістолета він вистрілив собі в голову. Похований у Леувардені.
Після смерті Віллема Фредеріка Нассау-Дицького його спадкоємцем став 7-річний син Генрих Казимир II (1657—1696). Регентом та правителькою у Фрісландії, Ґронінґені та Дренті була Альбертіна Агнесса Нассау-Оранська, вдова Віллема Фредеріка.